# Disembowelment
Disembowelment, souvent stylisé diSEMBOWELMENT, est un groupe australien de death-doom, originaire de Melbourne, Victoria, actif entre 1989 et 1993.

## Histoire
Fin 1991, Matthew Skarajew (ex-Sanctum, guitare solo) rejoint le groupe à la guitare basse et ils enregistrent Cerulean Transience of all My Imagined Shores l'année suivante. D'abord bassiste à temps plein pour les premières sessions, il y ajoute plus tard un travail de guitare (acoustique et mélodique). En 1993, Disembowelment sort son premier album studio, Transcendence into the Peripheral, qui se caractérise par un style de batterie lent, accompagné de chants death metal, de chants et de passages d'ambiance sombre. Disembowelment se sépare après la sortie de l'album. Avant de se séparer, ils avaient évoqué la possibilité d'un concert unique qui « serait un événement, un concert unique ». Mais cela ne s'est jamais produit. À l'époque, ils avaient répété et préparé cinq reprises pour un éventuel EP. Slaughtered Remains (reprise d'un titre de Necrovore) est une démo qui est apparue en 2005 sur un disque bonus de la version limitée de la compilation Disembowelment. Mazziotta à la batterie, Skarajew à la guitare et Gallina y ajoute une nouvelle piste vocale trois ans plus tard.
Eduardo Rivadavia de AllMusic décrit Disembowelment comme « [s]urtout vénérés dans les cercles underground en tant que pionniers du doom-grind ... [leurs œuvres] restent des classiques du genre ». Justin Donnelly de Metal Forge déclare qu'ils étaient « les légendes  [sic] du doom/grindcore/ambient australien ».
En 2010, Paul Mazziotta et Matthew Skarajew fondent d.USK avec qui ils interprètent l'album Transcendence into the Peripheral au Roadburn Festival en 2012. Le groupe se saborde peu après, les musiciens continuant à jouer ensemble au sein d'un autre groupe nommé Inverloch.

## Membres

### Anciens membres
- Paul Mazziotta - batterie
- Jason Kells - guitare
- Renato Gallina - chant, guitare
- Matthew Skarajew - basse
- Tim Aldridge - basse (1989-1990)

## Discographie
- 1992 : Dusk (EP)
- 1993 : Transcendence into the Peripheral
- 2005 : Disembowelment (compilation)